# Base Aérea de Jungwon

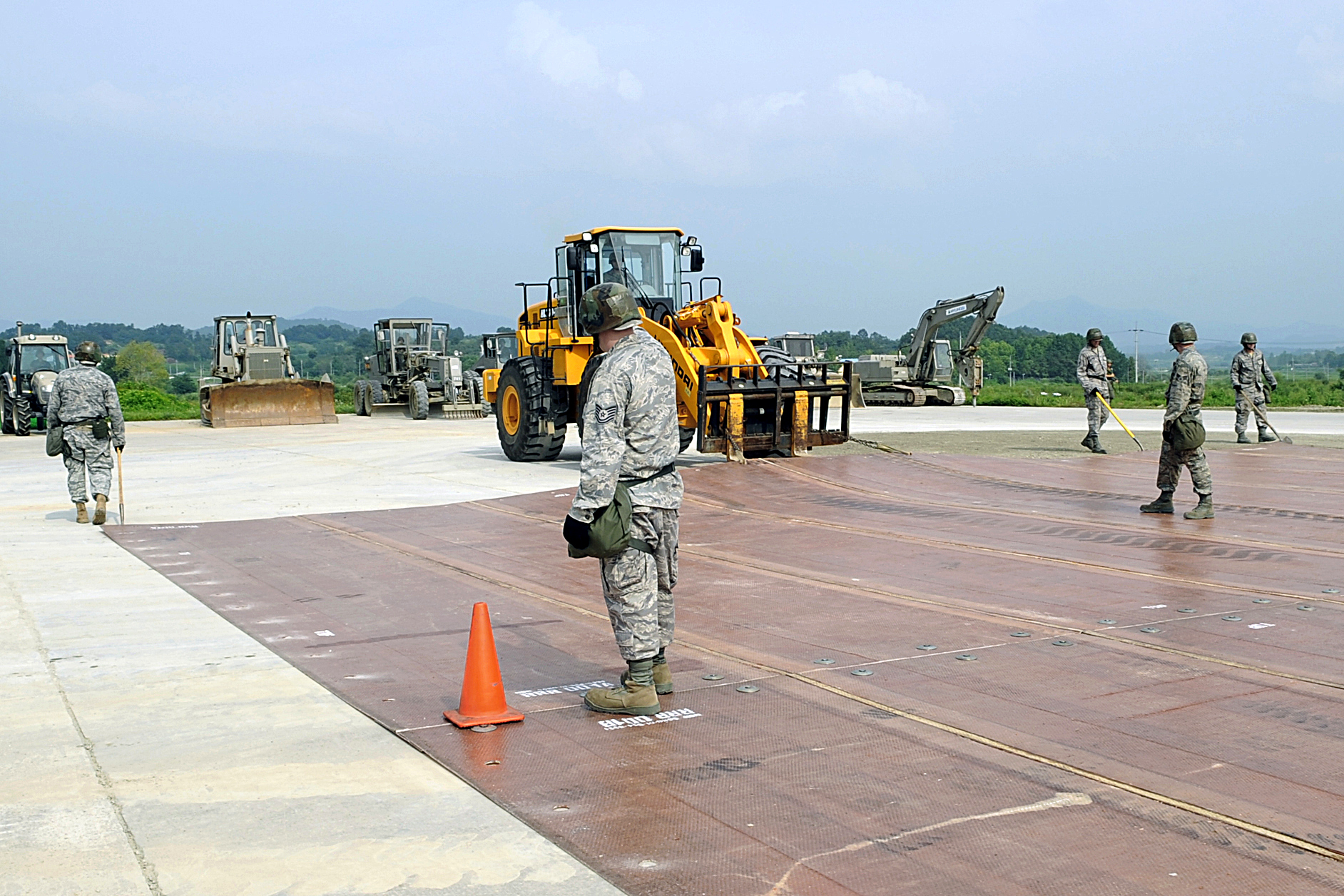
Aviadores da Força Aérea dos Estados Unidos reparando a pista de Jungwon em 2009.

A Base Aérea de Jungwon (hangul: 중원 비행장; hanja: 中原飛行場) (ICAO: RKTI), também chamada de Base Aérea K-75 ou Base Aérea de Choongwon, fica localizada em Chungju, província de Chungcheong do Norte, na Coreia do Sul.
A base é sede da 19ª Ala de Caça da Força Aérea da Coreia do Sul, compreendendo:
- 161º Esquadrão de Caça
- 162º Esquadrão de Caça
- 155º Esquadrão de Caça
- 159º Esquadrão de Caça